# 万年县
万年县是中国江西省上饶市所辖的一个县、地处江西省东北中部，上饶市中部西侧，东与弋阳县、贵溪市毗邻，南与鹰潭市余江区交界，西与余干县接壤，北与乐平市相连、与鄱阳县隔乐安河相望，縣人民政府駐陈营镇。
万年稻作文化系统经联合国粮食及农业组织确定为全球重要农业文化遗产、境内人口多为汉族江右民系，地貌类型以岗地、丘陵为主，辅之于滨湖平原，地势由东南向西北倾斜，呈阶梯状。

## 名称由来
以县治于万年峰之阳，故而得名。

## 历史沿革
秦代至明朝正德六年（ 西元1511 年），萬年縣為餘汗縣的轄地. 
明朝正德七年（1512年），以余干县之万春乡置县，因县北有万年山，故名。
水稻文化的發源地：
根據考古發掘，萬年縣的先民起碼在一萬二千年前已經開始種植水稻，故此，聯合國教科文組織把萬年縣列為水稻文化的發源地.

## 行政区划
万年县下辖6个镇、6个乡：
陈营镇、石镇镇、青云镇、梓埠镇、大源镇、裴梅镇、湖云乡、齐埠乡、汪家乡、上坊乡、苏桥乡和珠田乡。

## 人口
2021年末，万年县常住人口35.45万人。其中：男性人口18.46万人，占总人口的52.07%。女性人口17万人，占总人口的47.93%。男女性别比为108.54。

## 地理
万年县位于江西省东北部、鄱阳湖东南岸、乐安河下游。隶属上饶市、境内属丘陵地带，素有“鱼米之乡”之称。东与弋阳交壤，西与余干毗邻，南与鹰潭市接壤，北与鄱阳、乐平相邻，陈营镇位于全县的中心，县城距华东铁路枢纽鹰潭市仅70公里，离瓷都景德镇不过80公里，与省会南昌市也只有130公里，距离上饶市160公里，全县通行赣语。

## 交通
- 铁路：皖赣铁路：万年站
- 公路： 206国道， 353国道，景鹰高速公路